# Jezioro Młyńskie (gmina Międzychód)
Jezioro Młyńskie – jezioro morenowe w woj. wielkopolskim, w powiecie międzychodzkim, w gminie Międzychód, położone w obrębie sołectwa Mokrzec we wsi Kaplin, na terenie Kotliny Gorzowskiej.

## Turystyka
Położone na skraju Puszczy Noteckiej niewielkie jezioro morenowe to coraz ciekawsza alternatywa, dla dużego ośrodka wypoczynkowego w Mierzynie.
Z małej wsi Kaplin wybiegają liczne szlaki turystyczne: piesze, rowerowe, ścieżka dydaktyczna, czy szlak konny oraz dróżki dla grzybiarzy.

## Miejsce pamięci narodowej
Przy drodze przebiegającej na wschód od akwenu znajduje się grób Polaka o nieustalonym nazwisku, który przebywał w Mokrzcu na robotach przymusowych i w 1944 r. został zastrzelony za pomoc udzieloną uciekinierom z obozu hitlerowskiego.

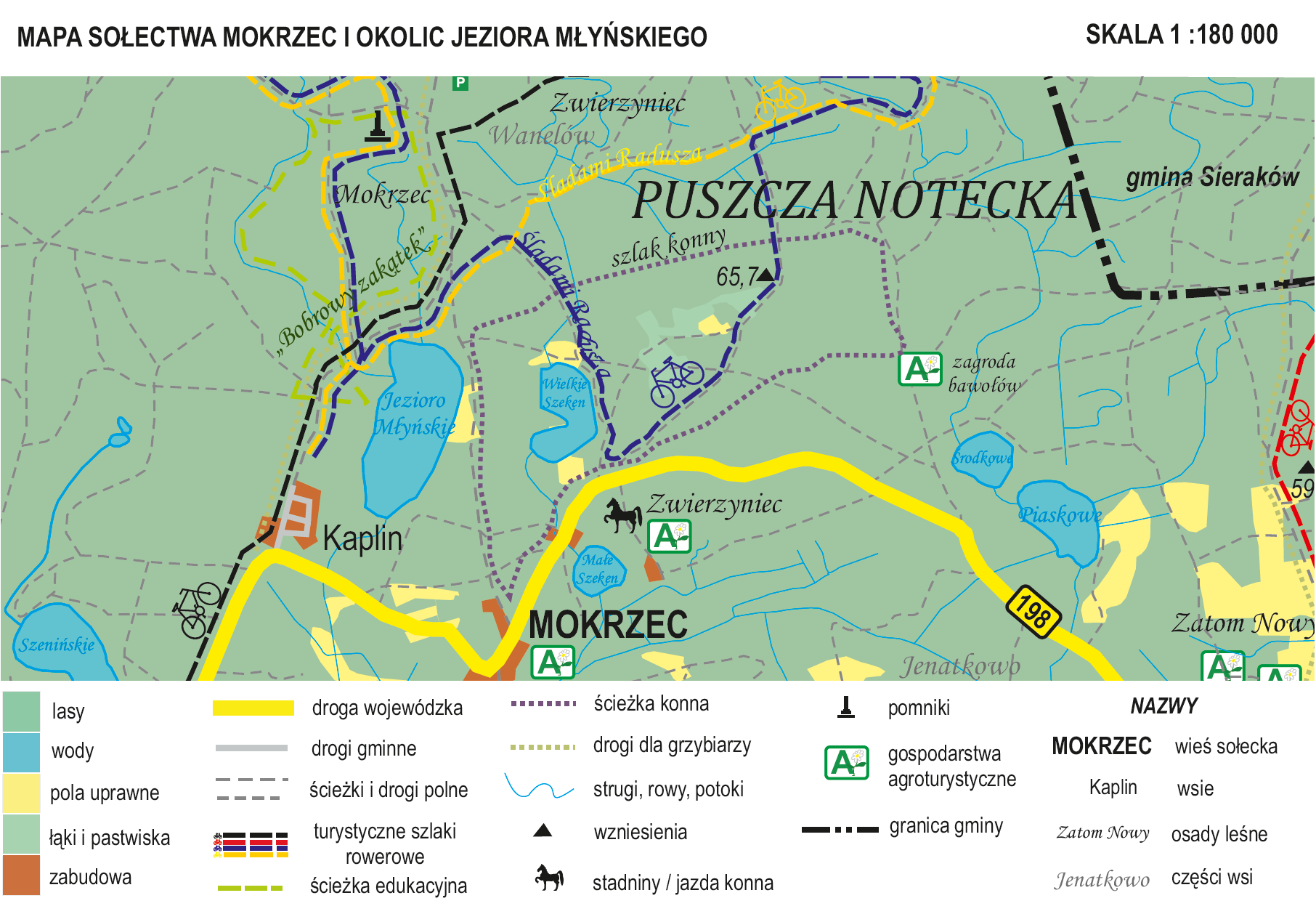
Okolice jeziora Młyńskiego

### Szlaki turystyczne
- Śladami Radusza- dwa historyczno-krajoznawcze szlaki rowerowe biegnące przez Puszczę Notecką do osady Radusz. Szlaki wybiegają ze wsi Kaplin, przebiegając równolegle drogą obok zachodniego brzegu jeziora. Te ścieżki rowerowe w Puszczy Noteckiej prowadzą po pozostałościach niegdyś dużej wsi Radusz, zlikwidowanej w czasach okupacji hitlerowskiej.
- Śladami Radusza – krótszy wariant (14 km)
  - Kaplin → pamiątkowy kamień z 1933 r. ze Święta lasu → leśniczówka Kamień → Zwierzyniec → Wanelów → powrót do Kaplina na płn.-zach. brzegu jeziora Młyńskiego.
- Śladami Radusza – dłuższy wariant (23 km)
  - Kaplin → pamiątkowy kamień z 1933 r. ze Święta lasu → wzniesienie 77,5 m w okolicy Sowiej Góry → pozostałości osady leśnej Radusz → wzniesienie 63,4 m w okolicy leśn. Kamień → Zwierzyniec → jez. Wielkie Szeken → powrót do Kaplina na płn.-zach. brzegu jeziora Młyńskiego.

- Pieszy szlak czarny PTTK (szlaki "międzychodzkie"): z rez. "Kolno Międzychodzkie" przez Międzychód i Radgoszcz do Kaplin (okolice Jez. Młyńskiego – Radusz – do osad leśnych w Puszczy Noteckiej w gminie Sieraków (44,8 km);
- Ścieżka dydaktyczna "Bobrowy Zakątek"[6] (dł. 5 km) w okolicach pamiątkowego kamienia z 1933 r. upamiętniającego Święto lasu, została wytyczona w ramach Leśnego Kompleksu Promocyjnego "Puszcza Notecka". Na ścieżce tej, w kształcie pętli znajduje się 11 przystanków z tablicami informacyjnymi, zaś czas jej przejścia zajmuje ok. 2-3 godziny. Wędrując wyznaczonym szlakiem można zapoznać się ze składem gatunkowym drzewostanów w Leśnictwie Mokrzec, fauną Puszczy Noteckiej, zasadami prowadzenia gospodarki leśnej oraz historią osadnictwa na tym terenie.

- szlak konny biegnący przez wieś sołecką Mokrzec i osadę Zwierzyniec oraz wschodnim brzegiem jeziora;
- droga dla grzybiarzy - wybiegająca z Kaplina przez Radusz do Sowiej Góry.